# أكسيز (استديو)
استوديو أكسيز (باليابانية: 株式会社AXsiZ، بالروماجي: Kabushiki-gaisha AkushizuSayaka Kanda) هو استوديو رسوم متحركة ياباني، تأسس في 7 يوليو عام2011، ويقع مقره في مدينة سوغينامي في طوكيو.

## أعمال الاستوديو

### مسلسلات أنمي تلفزيونية
| العنوان                                        | المخرج          | تاريخ العرض                     | عدد الحلقات | المراجع |
| ---------------------------------------------- | --------------- | ------------------------------- | ----------- | ------- |
| Pandora in the Crimson Shell: Ghost Urn        | مونينوري ناوا   | 8 يناير 2016 - 25 مارس 2016     | 12          | [ 2 ]   |
| Wagamama High Spec                             | ساتوشي شيميزو   | 11 أبريل 2016 - 27 يونيو 2016   | 12          | [ 3 ]   |
| سيرين                                          | توموكي كوباياشي | 5 يناير 2017 - 23 مارس 2017     | 12          | [ 4 ]   |
| الآنسة كويزومي تحب الرامن                      | كينجي سيتو      | 4 يناير 2018 - 22 مارس 2018     | 12          | [ 5 ]   |
| Ms. Vampire Who Lives in My Neighborhood       | نورياكي أكيتايا | 5 أكتوبر 2018 - 21 ديسمبر 2018  | 12          | [ 6 ]   |
| Ulysses: Jeanne d'Arc and the Alchemist Knight | شين إيتاغاكي    | 7 أكتوبر 2018 - 30 ديسمبر 2018  | 12          | [ 7 ]   |
| Maesetsu!                                      | يو نوبوتا       | 11 أكتوبر 2020 - 27 ديسمبر 2020 | 12          | [ 8 ]   |
| حريم نهاية العالم                              | يو نوبوتا       | 2021 - TBA                      | TBA         | [ 9 ]   |

### أوفا
| العنوان                      | المخرج | تاريخ العرض    | عدد الحلقات | المراجع |
| ---------------------------- | ------ | -------------- | ----------- | ------- |
| Kin-iro Mosaic: Pretty Days ‏ | تينشو  | 12 نوفمبر 2016 | [ 10 ]      |         |

### أفلام
| العنوان                                 | المخرج        | تاريخ العرض   | عدد الحلقات | المراجع |
| --------------------------------------- | ------------- | ------------- | ----------- | ------- |
| Pandora in the Crimson Shell: Ghost Urn | مونينوري ناوا | 5 ديسمبر 2015 | [ 11 ]      |         |
| Kin-iro Mosaic: Thank You!! ‏            | مونينوري ناوا | 20 اغسطس 2021 | [ 12 ]      |         |

## وصلات خارجية
- الموقع الرسمي باللغة اليابانية
- أكسيز (استديو) على موقع IMDb (الإنجليزية)